# Okres Zgorzelec
Okres Zgorzelec (polsky Powiat zgorzelecki) je okres v polském Dolnoslezském vojvodství u hranic s Českou republikou a Německem. Rozlohu má 838,11 km² a v roce 2020 zde žilo 88 386 obyvatel. Sídlem správy okresu je město Zgorzelec.

## Geografie
Okres leží v jihozápadním cípu Polska. Sousedí s Německem a Českem, dále s polskými okresy Żary, Bolesławiec a Lubáň.

## Gminy
Městské:
- Zawidów
- Zgorzelec

Městsko-vesnické:
- Bogatynia
- Pieńsk
- Węgliniec

Vesnické:
- Sulików
- Zgorzelec

## Města
- Bogatynia
- Pieńsk
- Węgliniec
- Zawidów
- Zgorzelec

## Sousední okresy
| Růžice kompasu | Zhořelec | Żary            | Bolesławiec | Růžice kompasu |
| Růžice kompasu | Zhořelec | Sever           | Lubáň       | Růžice kompasu |
| Růžice kompasu | Zhořelec | Okres Zgorzelec | Lubáň       | Růžice kompasu |
| Růžice kompasu | Zhořelec | Jih             | Lubáň       | Růžice kompasu |
| Růžice kompasu | Zhořelec | Liberec         | Liberec     | Růžice kompasu |